# Янино (Болгария)
Янино (болг. Янино) — село в Болгарии. Находится в Кырджалийской области, входит в общину Кирково. Население составляет 28 человек.

## Политическая ситуация
В местном кметстве Медевци, в состав которого входит Янино, должность кмета (старосты) исполняет Хылми Али Исмаил (Движение за права и свободы (ДПС)) по результатам выборов правления кметства.
Кмет (мэр) общины Кирково — Шукран Кязим Идриз (Движение за права и свободы (ДПС)) по результатам выборов в правление общины.